# Тиманова Гора
Тиманова Гора — деревня в Бабушкинском районе Вологодской области. Административный центр Тимановского сельского поселения и Тимановского сельсовета.
Расстояние до районного центра села имени Бабушкина по автодороге составляет 43 км. Ближайшие населённые пункты — Жилкино, Доркин Починок, Овсянниково, Березовка.
Согласно книге «Родословие Вологодской деревни», впервые деревня упоминается в письменных источниках в 1623 г. как деревня Тиманова гора Илезской волости Тотемского уезда. Населена была чёрносошными крестьянами.
В ревизской сказке за 1782 г. население деревни Тиманова Гора Кептурской волости указано равным 55:Л.457 чел. В тот же период Тиманова Гора была центром Кептурской волости, образованной на территории прихода расположенной в деревне церкви. В составе волости на 1782 г. были: Тиманова Гора, Овсянниково, Жилкино, Алексейково, Лычная, Холм, Веретея, Дор:ЛЛ.452–490. Население волости составляло 558 человек:Л.490.
Упоминается по состоянию на 1859 г. в списке населённых пунктов Вологодской губернии под номером 9795. Приводимые там сведения:

9795. Тиманова Гора, деревня казённая, расположена при рѣкѣ Илезѣ, въ 70 верстахъ отъ уѣзднаго города; содержитъ 17 дворовъ, населеніе составляютъ 43 мужчины и 58 женщинъ; имѣется православная церковь.
До революции, по состоянию на 1881 г., административно входила в Харинскую волость Тотемского уезда. В рамках церковного деления в 1882 г. деревня относилась к 1 округу Тотемского уезда — благочинию Раменской Георгиевской церкви (свящ. Фавст Яблонский):8, расположенной в деревне Раменье (ныне — Тарногский район Вологодской области).
В 1906 г, согласно «Списку лиц ... , имеющих право участвовать в Предварительном Съезде по выборам в Государственную Думу по Тотемскому уезду», в деревне Тиманова Гора была мельница (владелец — Василий Сергеевич Романов):16.
Население по данным переписи 2002 года — 196 человек (103 мужчины, 93 женщины). Преобладающая национальность — русские (99 %).

## Церковь

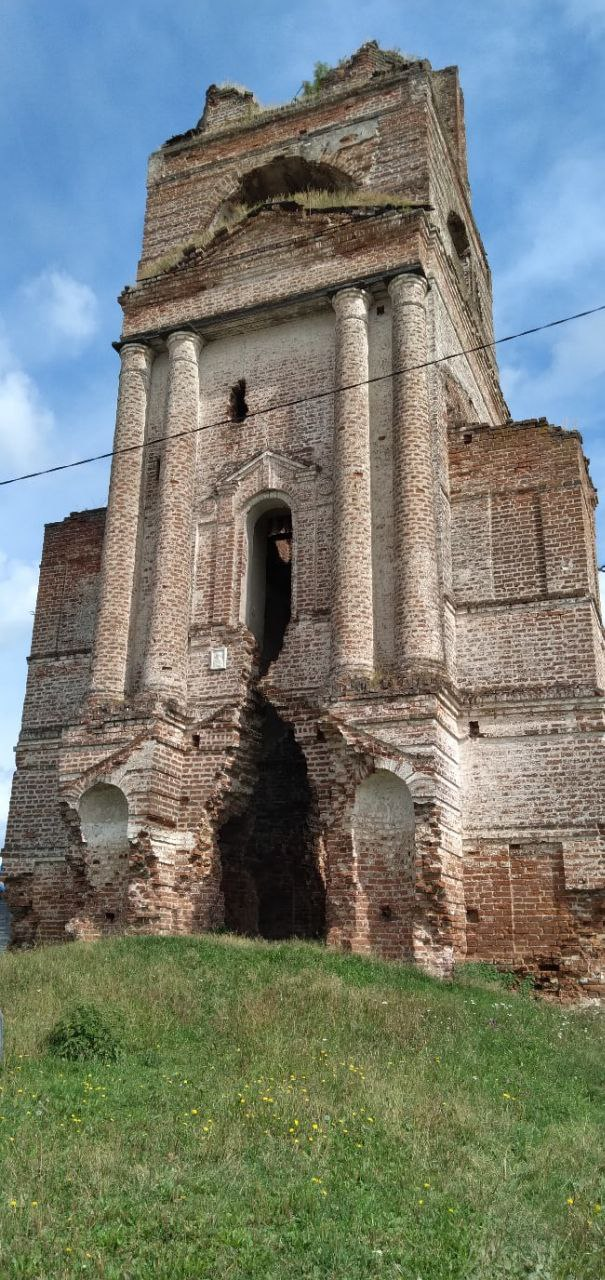
Остатки колокольни Николаевской Кептурской церкви (2020 г.)

В Тимановой Горе расположена недействующая церковь Николая Чудотворца — памятник архитектуры, которая упоминается в источниках за 1755 и 1790 гг. Каменная церковь построена в 1835 г.
В 1888 г. к приходу Кептурской Николаевской церкви относилось 2024 прихожанина:44.
19 мая 1902 г. во время бури с градом, при сильном северо-западном ветре, снесло деревянный купол с крестом с арки над воротами в ограде и градом выбило с северной стороны церкви 42 стекла. Убыток составил около 20 рублей. На территории деревни расположено новое кладбище, с церковью не связанное.
Согласно «Вологодским епархиальным ведомостям» за 1904 г. в Кептурской церкви служили священник, диакон и псаломщик. Указаны их оклады до 1904 г. (соответственно 88.20, 35.23 и 23.52 руб.) и после 1904 г. (соответственно, 205.80, 111.72 и 74.48 руб.):412.
В 1908 г. в состав прихода Кептурской Николаевской церкви входили: Тиманова Гора, Овсянниково, Жилкино, Доркин Починок, Алексейково, Лычная, Холм, Веретея, Пупин Починок, Дор.